# Nées Kydoniés
Nées Kydoniés, en grec moderne : Νέες Κυδωνιές (littéralement en français : Nouvelles Kydoníes), également appelé Baltzíki (Μπαλτζίκι)  est un village situé dans le dème de Mytilène, sur la côte est de l'île de Lesbos, en Grèce.
Selon le recensement de 2011, la population de Nées Kydoniés compte 485 habitants.

## Généralités
Le village fait partie de l'unité municipale de Loutrópoli Thermís dans le dème de Mytilène. Comme le montrent les résultats publiés des recensements de population de 1928 et 1940, entre ces années, le nom de Nées Kydoniés a remplacé dans les documents d'État celui de Valtziki, une version hellénisée de l'ancien nom turc de l'agglomération, Balçık/Balcık. Le nom de lieu Balçik, selon le dialecte lesbien, est néanmoins toujours utilisé oralement, du moins à Lesbos. Le nom de lieu Nées Kydoniés a été choisi pour rappeler l'origine de la plupart des colons qui se sont installés dans le vieux Balçik en tant que réfugiés dans le cadre du traité sur l'échange de populations grecques et turques, signé le 30 janvier 1923 à Lausanne, en Suisse.